# Ludon-Médoc
Ludon-Médoc település Franciaországban, Gironde megyében. Lakosainak száma 5466 fő (2022. január 1.). Ludon-Médoc Macau, Le Pian-Médoc, Parempuyre, Saint-Louis-de-Montferrand és Ambès községekkel határos.

## Népesség
A település népességének változása:
| Lakosok száma | 1504 | 2297 | 2837 | 3818 | 4318 | 4444 | 4771 | 5131 | 5252 | 5466 |
|               | 1968 | 1982 | 1990 | 2006 | 2013 | 2015 | 2017 | 2019 | 2020 | 2022 |